# Bernard Santal
Bernard Santal, né le 17 février 1960 à Genève en Suisse, est un pilote de course automobile suisse à la retraite ayant participé aux 24 Heures du Mans ,, au Championnat du monde des voitures de sport ainsi qu'aux 24 Heures de Spa.

## Palmarès

### Résultats aux24 Heures du Mans
| Année | Écurie                | Copilotes                              | Voiture       | Classe | Tours | Pos. | Class Pos. |
| ----- | --------------------- | -------------------------------------- | ------------- | ------ | ----- | ---- | ---------- |
| 1988  | Noël del Bello Racing | Noël del Bello (de) Bernard de Dryver  | Sauber C8     | C1     | 157   | Abd. | Abd.       |
| 1989  | Courage Compétition   | Patrick Gonin Bernard de Dryver        | Cougar C22LM  | C1     | 168   | Abd. | Abd.       |
| 1990  | Brun Motorsport       | Massimo Sigala Harald Huysman          | Porsche 962C  | C1     | 335   | 10e  | 10e        |
| 1991  | Brun Motorsport       | Harald Huysman Robbie Stirling (en)    | Porsche 962C  | C1     | 138   | Abd. | Abd.       |
| 1993  | Welter Racing         | Patrick Gonin Alain Lamouille (pl)     | WR LM93       | C3     | 268   | 23e  | 1re        |
| 1994  | Didier Bonnet (de)    | Georges Tessier Pascal Dro             | Debora LMP294 | LMP2   | 79    | Abd. | Abd.       |
| 1995  | Didier Bonnet (de)    | Patrice Roussel (pl) Edouard Sezionale | Debora LMP295 | LMP2   | 222   | 20e  | 1re        |